# 구스타프 란다우어

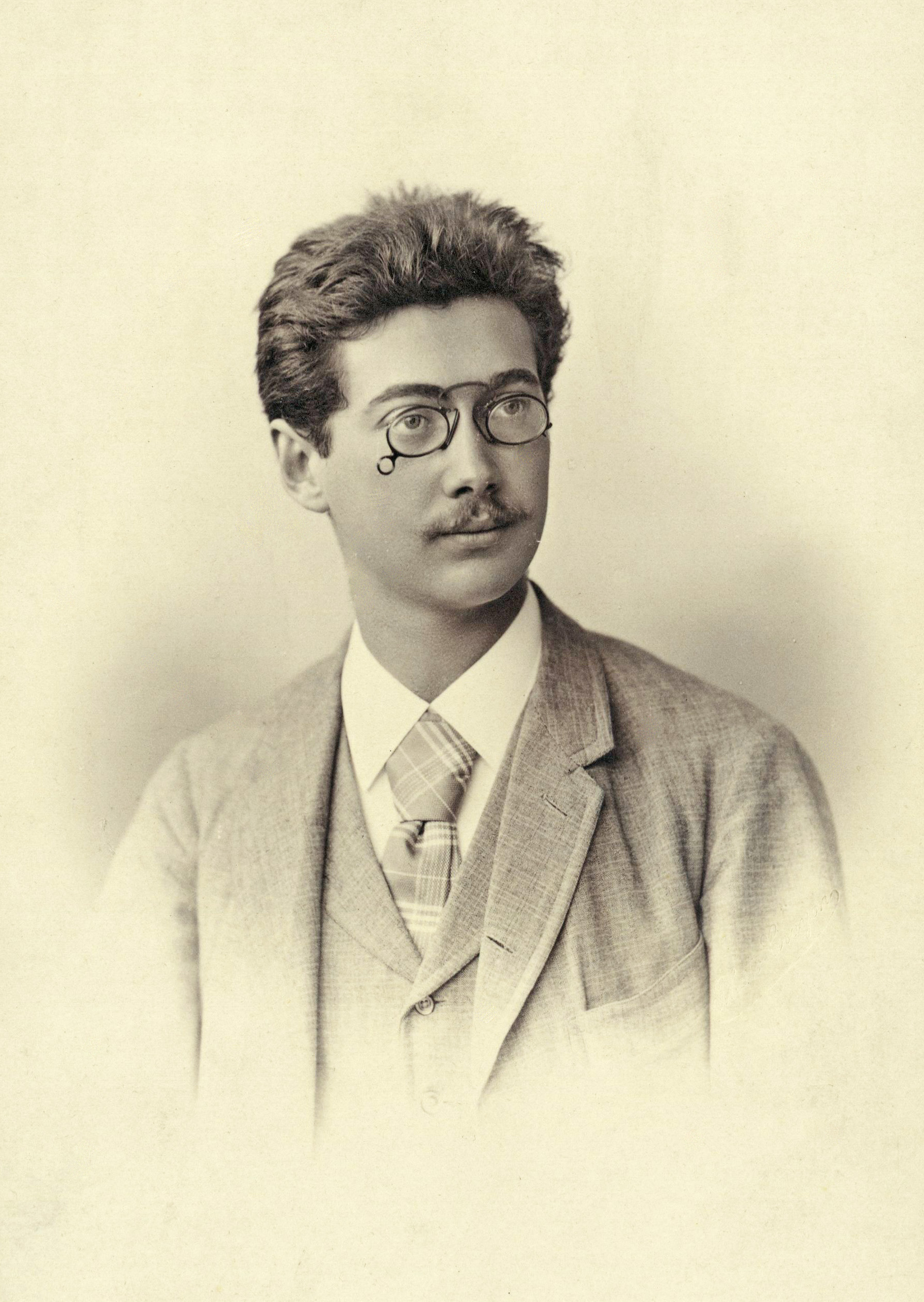

구스타프 란다우어(독일어: Gustav Landauer)는 19세기 말엽에서 20세기 초엽 독일의 지도적인 아나키즘 이론가였다. 1919년 바이에른 평의회 공화국의 계몽교육판무관으로 위촉되었고, 공화국이 전복되었을 때 살해당했다.
아나키스트로서의 정치활동 외에도 형이상학과 종교에 대한 연구, 그리고 셰익스피어 작품의 독일어 번역자로도 알려져 있다.